# Avord
Avord is een gemeente in het Franse departement Cher (regio Centre-Val de Loire). De plaats maakt deel uit van het arrondissement Bourges. Avord telde op 1 januari 2022 2.908 inwoners. In de gemeente ligt spoorwegstation Avord.

## Geografie
De oppervlakte van Avord bedroeg op 1 januari 2022 27,98 vierkante kilometer; de bevolkingsdichtheid was toen 103,9 inwoners per km².
De onderstaande kaart toont de ligging van Avord met de belangrijkste infrastructuur en aangrenzende gemeenten.

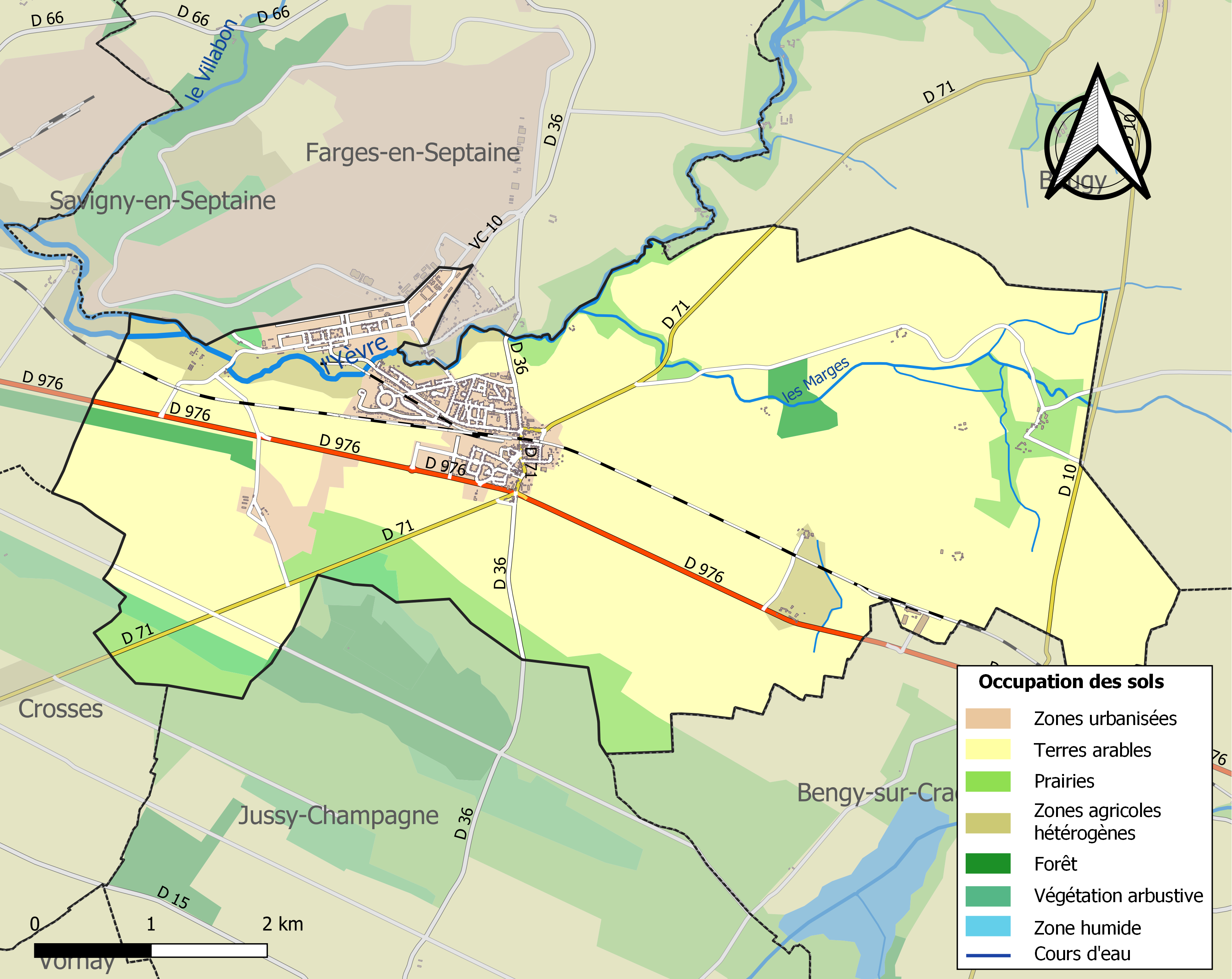

## Demografie
Onderstaande figuur toont het verloop van het inwonertal (bron: INSEE-tellingen).

## Geboren in Avord
- Elisabeth van de Drie-eenheid (1880-1906), karmelietes en r.k. heilige